# 주축어
주축어(主軸語, 영어: pivot language) 혹은 주축언어는 두 개 이상의 언어 간의 번역을 용이하게 하는 중개 언어인 자연어나 인공어를 말한다. 매개어(媒介語, 프랑스어: interlangue) 혹은 매개언어로도 부른다.